# Leonardo Elisiário dos Santos
Leonardo Elisiario dos Santos (né le 7 mai 1984 à Maringá) est un athlète brésilien, spécialiste du triple saut.
Son record personnel, en altitude, est de 16,97 m (+1,3) à Bogota, le 24 juillet 2009. En février 2010, la commission brésilienne de contrôle antidopage le condamne à deux ans de suspension pour usage de produits interdits.